# Castelo de Alegrete
O Castelo de Alegrete localiza-se na freguesia de Alegrete, município de Portalegre, no distrito de mesmo nome, em Portugal.
Estrategicamente postada, constituiu-se numa das mais importantes fortificações do Alto Alentejo raiano, peça fundamental no sistema defensivo da região na Idade Média. Atualmente, apresenta potencial para constituir-se em importante pólo de atração turística para uma região que se ressente da sua interioridade.
O Castelo de Alegrete está classificado como Monumento Nacional desde 1946.

## História

### Antecedentes
Embora a primitiva ocupação humana de seu sítio seja obscura, acredita-se que remonte à época dos Lusitanos, sucedidos pelos Romanos, pelos Vândalos, pelos Alanos até à Invasão muçulmana da Península Ibérica, a partir do século VIII.

### O castelo medieval
À época da Reconquista cristã da Península Ibérica, a povoação e sua defesa foram conquistadas pelas forças de D. Afonso Henriques (1112-1185), segundo a tradição, em 1160. Entretanto, as primeiras informações documentais a seu respeito datam do século XIII, uma vez que, pelos termos da Convenção de Badajoz (16 de Fevereiro de 1267), assinada entre Afonso III de Portugal (1248-1279) e seu sogro, Afonso X de Castela, a povoação de Alegrete e seu castelo foram definitivamente incorporados ao território de Portugal. O soberano português procedeu-lhe reparos e reforços, obras que se estenderam até ao reinado de D. Dinis (1279-1325), quando a povoação recebeu a sua Carta de Foral (1319).
No contexto da crise de 1383-1385, a povoação e seu castelo tomaram partido pelo Mestre de Avis, tendo sido acampamento das forças portuguesas sob o comando do Condestável D. Nuno Álvares Pereira (8 de Abril de 1384), vitoriosas contra Castela na batalha dos Atoleiros.
No reinado de D. Afonso V (1438-1481), foi conquistada pelas tropas de Castela (1475).
De volta à posse portuguesa, a povoação recebeu, a 14 de Fevereiro de 1516, o Foral Novo de D. Manuel I (1495-1521).

### Do século XVI ao XVIII
Quando da crise de sucessão de 1580, a posição do antigo castelo medieval readquiriu importância estratégica, na primeira linha de defesa raiana. Mais tarde, à época da Guerra da Restauração da independência portuguesa, D. João IV (1640-1656) recompensou Matias de Albuquerque por serviços prestados concedendo-lhe o título de conde de Alegrete. No mesmo contexto, conta-se que, em 1662, estando a praça de Alegrete guarnecida por duas companhias de infantaria sob o comando de La Coste, cercada pelas tropas espanholas sob o comando de D. João de Áustria, aquele governador da praça remeteu ao comandante invasor duas botijas do generoso vinho da região, com uma nota comunicando que a guarnição portuguesa resistiria até à última gota daquela bebida ali produzida. Diante deste gesto de galanteria, afirma-se que o invasor levantou o cerco à praça, retirando-se. A partir de 1664 as suas defesas foram modernizadas e reforçadas em pontos específicos, sob a direção do marquês de Marialva. À época, uma fortificação de campanha abaluartada, hoje desaparecida, foi erguida, provavelmente em faxina uma vez que não é possível hoje identificar os seus vestígios. Ainda nesse século foi criado o marquesado de Alegrete (19 de Agosto de 1687), sendo seu primeiro titular D. Manuel Teles da Silva.

### O século XIX: a Guerra Peninsular e as Guerras Liberais
No início do século XVIII, a povoação e sua fortificação resistem ao cerco das tropas de Filipe V da Espanha (1704), para mergulhar numa paz da qual só despertaria no início do século seguinte, quando aquartelou considerável número de tropas à época da chamada Guerra das Laranjas (1801). Por esta ocasião as suas defesas já se encontravam em considerável declínio, não tendo tido papel nos combates das Guerras Liberais que se registraram nas suas vizinhançasm entre as tropas do conde de Vila Flor e os realistas (1826).
A Alcaidaria-Mor de Alegrete com a responsabilidade pelo Castelo foram entregues aos Condes de Vila-Flor e Senhores-Donatários da Zibreira, tendo o último senhor do castelo sido D. Cristóvão Manoel de Vilhena, Senhor de Pancas e da Zibreira, filho herdeiro da Condessa de Alpedrinha e que se encartou na Alcaidaria-Mor de Alegrete em 1860, tendo falecido em 1877, data em que a referida Alcaidaria-Mor e o Castelo de Alegrete reverteram para a Fazenda Nacional.

### Do século XX aos nossos dias
Desde que o Concelho e Julgado de Alegrete foram suprimidos (26 de Junho de 1855), o seu castelo mergulhou no abandono e no esquecimento.
No século XX foi classificado como Monumento Nacional pelo Decreto/Lei nº 35.443, de 2 de Janeiro de 1946, até que, a partir de 1965 foram iniciadas obras de consolidação e restauro, a cargo da Direcção-Geral dos Edifícios e Monumentos Nacionais (DGEMN). A partir de 1977 foram promovidas obras de consolidação na torre do castelo e demolidas alvenarias que tapavam as aberturas e as ameias. Mais tarde, a partir de 1984 foram promovidas obras de consolidação das muralhas e isolamento da entrada do castelo.
Em que pese a importância das intervenções procedidas, o monumento aguardava por um programa mais amplo de valorização, uma vez que se encontrava em precário estado de conservação. Recentemente encontravam-se em estudo planos para a sua recuperação.

## Características
Exemplar da arquitetura militar gótica, apresenta planta rectangular, irregular. Na sua muralha, ao sul, rasga-se o portão, defendido por um pequeno torreão. Nas muralhas, a leste, ergue-se a torre de menagem, de planta rectangular com dois pavimentos, associada a uma cisterna, integrante do conjunto. O adarve, com acesso por escada de pedra, está alicerçado no terreno e disposto transversalmente ao pano da muralha.
A defesa era complementada por uma cerca envolvendo a vila, ligando-a ao castelo. Em condições precárias de conservação, entre os poucos trechos conservados destaca-se a Porta da Vila, ladeada por dois cubelos defensivos, exemplar das portas góticas das cercas urbanas do período.